# Shenandoah Shores
Shenandoah Shores – jednostka osadnicza w Stanach Zjednoczonych, w stanie Wirginia, w hrabstwie Warren.